# Adorjánháza
Adorjánháza ist eine ungarische Gemeinde im Kreis Devecser im Komitat Veszprém.

## Geografische Lage
Adorjánháza liegt 21,5 Kilometer nordwestlich der Kreisstadt Devecser und 5 Kilometer südöstlich der Stadt Celldömölk. Die Nachbargemeinde Egeralja grenzt im Süden unmittelbar an Adorjánháza. Weitere Nachbargemeinden sind Külsővat und Nemesszalók.

## Geschichte
Adorjánháza wurde 1476 unter dem Namen Adryanhaza urkundlich erwähnt, 1696 dann als Adorján. Im Jahr 1913 gab es in der damaligen Kleingemeinde 187 Häuser und 804 Einwohner auf einer Fläche von 2007 Katastraljochen. Sie gehörte zu dieser Zeit zum Bezirk Devecser im Komitat Veszprém. Ab 1949 bildeten Adorjánháza und Egeralja eine gemeinsame Verwaltungseinheit, seit 1991 sind beide Orte wieder selbstständige Gemeinden.

## Sehenswürdigkeiten
- Evangelische Kirche
- Heimatgeschichtliche Sammlung (Helytörténeti gyűjtemény)
- Reformierte Kirche, erbaut 1784
- Römisch-katholische Kapelle Szűz Mária Szeplőtelen Szíve
- Weltkriegsdenkmal

## Verkehr
Durch Adorjánháza verläuft die Landstraße Nr. 8413. Es bestehen Busverbindungen über Külsővat nach Celldömölk sowie über Kiscsősz und Kerta nach Karakószörcsök. Der nächstgelegene Bahnhof befindet sich fünf Kilometer nördlich in Külsővat.